# Hamburger Sport-Verein 1973-1974
Questa voce raccoglie le informazioni riguardanti l'Hamburger Sport-Verein nelle competizioni ufficiali della stagione 1973-1974.

## Stagione
Nella stagione 1973-1974 l'Amburgo, allenato da Kuno Klötzer, concluse il campionato di Bundesliga al 12º posto. In Coppa di Germania l'Amburgo perse la finale con dall'Eintracht Francoforte.

## Rosa
| N. |                      | Ruolo | Calciatore        |
| -- | -------------------- | ----- | ----------------- |
|    | Turchia (bandiera)   | P     | Özcan Arkoç       |
|    | Germania (bandiera)  | P     | Volker Danner     |
|    | Germania (bandiera)  | P     | Rudolf Kargus     |
|    | Germania (bandiera)  | P     | Siegfried Riemann |
|    | Germania (bandiera)  | D     | Peter Hidien      |
|    | Germania (bandiera)  | D     | Manfred Kaltz     |
|    | Germania (bandiera)  | D     | Peter Krobbach    |
|    | Germania (bandiera)  | D     | Peter Nogly       |
|    | Germania (bandiera)  | D     | Hans-Jürgen Ripp  |
|    | Danimarca (bandiera) | C     | Ole Bjørnmose     |
|    | Germania (bandiera)  | C     | Kurt Eigl         |

| N. |                     | Ruolo | Calciatore           |
| -- | ------------------- | ----- | -------------------- |
|    | Germania (bandiera) | C     | Franz-Josef Hönig    |
|    | Germania (bandiera) | C     | Jörg Martin          |
|    | Germania (bandiera) | C     | Caspar Memering      |
|    | Germania (bandiera) | C     | Klaus Zaczyk         |
|    | Germania (bandiera) | A     | Horst Heese          |
|    | Germania (bandiera) | A     | Dieter Hochheimer    |
|    | Germania (bandiera) | A     | Walter Krause        |
|    | Germania (bandiera) | A     | Hans-Jürgen Sperlich |
|    | Germania (bandiera) | A     | Georg Volkert        |
|    | Germania (bandiera) | A     | Klaus Winkler        |

## Organigramma societario
Area tecnica
- Allenatore: Kuno Klötzer
- Allenatore in seconda:
- Preparatore dei portieri:
- Preparatori atletici:

## Calciomercato

### Sessione estiva
| Acquisti | Acquisti      | Acquisti | Acquisti |
| R.       | Nome          | da       | Modalità |
| -------- | ------------- | -------- | -------- |
| P        | Volker Danner | Duisburg |          |
| C        | Peter Hermann | Coblenza |          |

| Cessioni | Cessioni        | Cessioni           | Cessioni |
| R.       | Nome            | a                  | Modalità |
| -------- | --------------- | ------------------ | -------- |
| C        | Peter Hermann   | Coblenza           |          |
| A        | Peter Lübeke    | Saarbrücken        |          |
| C        | Edgar Nobs      | Osnabrück          |          |
| D        | Helmut Sandmann | Barmbek-Uhlenhorst |          |

### Sessione invernale
| Acquisti | Acquisti | Acquisti | Acquisti |
| R.       | Nome     | da       | Modalità |
| -------- | -------- | -------- | -------- |

| Cessioni | Cessioni | Cessioni | Cessioni |
| R.       | Nome     | a        | Modalità |
| -------- | -------- | -------- | -------- |

## Risultati

### Bundesliga

#### Girone di andata
| Arbitro: | Kindervater |

|  |           |                          |
|  | Marcatori | 8’ Hermandung 71’ Müller |

| Arbitro: | Seiler |

|                             |           |  |
| Pröpper 26’, 70’ Homann 42’ | Marcatori |  |

| Arbitro: | Berner |

|                                                    |           |                        |
| Memering 38’ Hönig 57’ Hidien 70’ Volkert 74’, 76’ | Marcatori | 48’ Kremers 82’ Scheer |

| Arbitro: | Aldinger |

|           |           |           |
| Weist 73’ | Marcatori | 88’ Nogly |

| Arbitro: | Hilker |

|              |           |                                     |
| Memering 29’ | Marcatori | 10’, 48’ Kasperski 59’, 82’ Reimann |

| Arbitro: | Bonacker |

|            |           |  |
| Nickel 78’ | Marcatori |  |

| Arbitro: | Frickel |

|                               |           |            |
| Bjørnmose 22’, 38’ Krause 86’ | Marcatori | 10’ Simmet |

| Duisburg 21 settembre 1973, ore 20:00 CET 8ª giornata | Duisburg | 0 – 0 referto | Amburgo | Wedaustadion (9 000 spett.)\| Arbitro: \| Dreher \| |
| Arbitro:                                              | Dreher   |               |         |                                                     |

| Arbitro: | Eschweiler |

|  |           |                        |
|  | Marcatori | 62’ Bitz 75’ Ackermann |

| Arbitro: | Wichmann |

|                                      |           |  |
| Ohlicher 8’ Stickel 53’ Ettmayer 62’ | Marcatori |  |

| Arbitro: | Tschenscher |

|                                                         |           |  |
| Bjørnmose 6’ Zaczyk 38’ Heese 44’ Winkler 72’ Nogly 88’ | Marcatori |  |

| Arbitro: | Engel |

|                        |           |  |
| Herzog 17’, 41’ (rig.) | Marcatori |  |

| Arbitro: | Weyland |

|                       |           |                                            |
| Held 14’ Kostedde 73’ | Marcatori | 26’, 35’ Winkler 44’, 66’ Zaczyk 59’ Heese |

| Arbitro: | Aldinger |

|           |           |  |
| Kaltz 54’ | Marcatori |  |

| Arbitro: | Linn |

|                                            |           |            |
| Müller 32’, 71’, 83’ (rig.) Dürnberger 85’ | Marcatori | 24’ Krause |

| Arbitro: | Biwersi |

|                                                       |           |  |
| Zimmermann 24’ (aut.), 30’ (aut.) Hönig 67’ Nogly 84’ | Marcatori |  |

| Arbitro: | Frickel |

|             |           |             |
| de Vlugt 4’ | Marcatori | 11’ Volkert |

#### Girone di ritorno
| Arbitro: | Hennig |

|                      |           |               |
| Gutzeit 50’ Beer 84’ | Marcatori | 61’ Bjørnmose |

| Arbitro: | Schumann |

|                            |           |          |
| Stöckl 2’ (aut.) Kaltz 12’ | Marcatori | 28’ Jung |

| Arbitro: | Tschenscher |

|                                        |           |            |
| Fischer 2’ Kremers 4’ van den Berg 37’ | Marcatori | 9’ Volkert |

| Arbitro: | Zuchantke |

|                                         |           |  |
| Zaczyk 15’ Hönig 61’ (rig.) Volkert 71’ | Marcatori |  |

| Arbitro: | Weyland |

|                           |           |                        |
| Reimann 16’ Kasperski 18’ | Marcatori | 35’ Krobbach 48’ Heese |

| Arbitro: | Hillebrand |

|                                      |           |                   |
| Volkert 31’, 61’ Heese 78’ Hönig 81’ | Marcatori | 40’, 66’ Rohrbach |

| Arbitro: | Frickel |

|             |           |                        |
| Overath 38’ | Marcatori | 14’ Winkler 68’ Zaczyk |

| Arbitro: | Grether |

|                      |           |  |
| Hidien 77’ Heese 88’ | Marcatori |  |

| Arbitro: | Hilker |

|             |           |                                                     |
| Schwarz 70’ | Marcatori | 37’ Zaczyk 54’ (rig.) Hönig 65’ Volkert 90’ Winkler |

| Arbitro: | Kindervater |

|                  |           |  |
| Hönig 12’ (rig.) | Marcatori |  |

| Arbitro: | Gabor |

|                      |           |  |
| Lameck 43’ Majgl 84’ | Marcatori |  |

| Arbitro: | Betz |

|              |           |                               |
| Sperlich 89’ | Marcatori | 10’ Budde 38’ Schulz 72’ Geye |

| Amburgo 20 aprile 1974, ore 15:30 CET 30ª giornata | Amburgo | 0 – 0 referto | Kickers Offenbach | Volksparkstadion (10 000 spett.)\| Arbitro: \| Hennig \| |
| Arbitro:                                           | Hennig  |               |                   |                                                          |

| Arbitro: | Messmer |

|                                                        |           |              |
| Rupp 23’ Köppel 34’, 56’, 68’ Stielike 36’ Sieloff 76’ | Marcatori | 50’ Krobbach |

| Arbitro: | Bonacker |

|  |           |                                                                 |
|  | Marcatori | 18’ Schwarzenbeck 31’, 53’ Breitner 60’ Zobel 83’ (rig.) Hoeneß |

| Arbitro: | Dreher |

|                                            |           |  |
| Glock 49’ Struth 70’ (rig.) Zimmermann 81’ | Marcatori |  |

| Arbitro: | Zuchantke |

|                      |           |                        |
| Zaczyk 12’ Nogly 78’ | Marcatori | 3’, 88’ Gecks 73’ Bast |

### Coppa di Germania
| Arbitro: | Wichmann |

|                                         |           |              |
| Volkert 18’ Hönig 63’ (rig.) Zaczyk 87’ | Marcatori | 89’ Schmaltz |

| Arbitro: | Berner |

|                       |           |                      |
| Bonhof 18’ Kulik 112’ | Marcatori | 5’ Krause 96’ Hidien |

| Arbitro: | Betz |

|                     |                      |                               |
| Heese 88’           | Marcatori            | 24’ Bonhof                    |
| Hönig Volkert Kaltz | Tiri di rigore 3 – 1 | Köppel Heynckes Bonhof Danner |

| Arbitro: | Gabor |

|  |           |              |
|  | Marcatori | 102’ Volkert |

| Arbitro: | Biwersi |

|                  |           |  |
| Hönig 37’ (rig.) | Marcatori |  |

| Arbitro: | Weyland |

|                                         |           |               |
| Trinklein 40’ Hölzenbein 95’ Kraus 115’ | Marcatori | 75’ Bjørnmose |

## Statistiche

### Statistiche di squadra
| Competizione      | Punti | In casa | In casa | In casa | In casa | In casa | In casa | In trasferta | In trasferta | In trasferta | In trasferta | In trasferta | In trasferta | Totale | Totale | Totale | Totale | Totale | Totale | DR |
| Competizione      | Punti | G       | V       | N       | P       | Gf      | Gs      | G            | V            | N            | P            | Gf           | Gs           | G      | V      | N      | P      | Gf     | Gs     | DR |
| ----------------- | ----- | ------- | ------- | ------- | ------- | ------- | ------- | ------------ | ------------ | ------------ | ------------ | ------------ | ------------ | ------ | ------ | ------ | ------ | ------ | ------ | -- |
| Bundesliga        | 31    | 17      | 10      | 1       | 6       | 34      | 25      | 17           | 3            | 4            | 10           | 19           | 37           | 34     | 13     | 5      | 16     | 53     | 62     | -9 |
| Coppa di Germania | -     | 3       | 2       | 1       | 0       | 5       | 2       | 3            | 1            | 1            | 1            | 4            | 5            | 6      | 3      | 2      | 1      | 9      | 7      | +2 |
| Totale            | 31    | 20      | 12      | 2       | 6       | 39      | 27      | 20           | 4            | 5            | 11           | 23           | 42           | 40     | 16     | 7      | 17     | 62     | 69     | -7 |

### Andamento in campionato
| Giornata  | 1  | 2  | 3  | 4  | 5  | 6  | 7  | 8  | 9  | 10 | 11 | 12 | 13 | 14 | 15 | 16 | 17 | 18 | 19 | 20 | 21 | 22 | 23 | 24 | 25 | 26 | 27 | 28 | 29 | 30 | 31 | 32 | 33 | 34 |
| --------- | -- | -- | -- | -- | -- | -- | -- | -- | -- | -- | -- | -- | -- | -- | -- | -- | -- | -- | -- | -- | -- | -- | -- | -- | -- | -- | -- | -- | -- | -- | -- | -- | -- | -- |
| Luogo     | C  | T  | C  | T  | C  | T  | C  | T  | C  | T  | C  | T  | T  | C  | T  | C  | T  | T  | C  | T  | C  | T  | C  | T  | C  | T  | C  | T  | C  | C  | T  | C  | T  | C  |
| Risultato | P  | P  | V  | N  | P  | P  | V  | N  | P  | P  | V  | P  | V  | V  | P  | V  | N  | P  | V  | P  | V  | N  | V  | V  | V  | V  | V  | P  | P  | N  | P  | P  | P  | P  |
| Posizione | 17 | 18 | 13 | 12 | 14 | 16 | 14 | 14 | 16 | 18 | 16 | 17 | 15 | 14 | 15 | 13 | 12 | 14 | 11 | 14 | 12 | 11 | 10 | 9  | 7  | 6  | 5  | 7  | 7  | 7  | 8  | 9  | 10 | 12 |

Legenda:

Luogo: C = Casa; T = Trasferta. Risultato: V = Vittoria; N = Pareggio; P = Sconfitta.

### Statistiche dei giocatori
| Giocatore     | Bundesliga | Bundesliga | Bundesliga  | Bundesliga | Coppa di Germania | Coppa di Germania | Coppa di Germania | Coppa di Germania | Totale   | Totale | Totale      | Totale     |
| Giocatore     | Presenze   | Reti       | Ammonizioni | Espulsioni | Presenze          | Reti              | Ammonizioni       | Espulsioni        | Presenze | Reti   | Ammonizioni | Espulsioni |
| ------------- | ---------- | ---------- | ----------- | ---------- | ----------------- | ----------------- | ----------------- | ----------------- | -------- | ------ | ----------- | ---------- |
| Ö. Arkoç      | 2          | 0          | 0           | 0          | 0                 | 0                 | 0                 | 0                 | 2        | 0      | 0           | 0          |
| H. Bertl      | 0          | 0          | 0           | 0          | 1                 | 0                 | 0                 | 0                 | 1        | 0      | 0           | 0          |
| O. Bjørnmose  | 34         | 4          | 2           | 0          | 6                 | 1                 | 0                 | 0                 | 40       | 5      | 2           | 0          |
| V. Danner     | 0          | 0          | 0           | 0          | 0                 | 0                 | 0                 | 0                 | 0        | 0      | 0           | 0          |
| K. Eigl       | 0          | 0          | 0           | 0          | 1                 | 0                 | 0                 | 0                 | 1        | 0      | 0           | 0          |
| H. Heese      | 23         | 5          | 5           | 0          | 5                 | 1                 | 0                 | 0                 | 28       | 6      | 5           | 0          |
| P. Hermann    | 2          | 0          | 0           | 0          | 0                 | 0                 | 0                 | 0                 | 2        | 0      | 0           | 0          |
| P. Hidien     | 31         | 2          | 6           | 0          | 5                 | 1                 | 1                 | 0                 | 36       | 3      | 7           | 0          |
| D. Hochheimer | 0          | 0          | 0           | 0          | 0                 | 0                 | 0                 | 0                 | 0        | 0      | 0           | 0          |
| F. Hönig      | 28         | 6          | 1           | 0          | 5                 | 2                 | 1                 | 0                 | 33       | 8      | 2           | 0          |
| M. Kaltz      | 34         | 2          | 2           | 0          | 6                 | 0                 | 0                 | 0                 | 40       | 2      | 2           | 0          |
| R. Kargus     | 33         | 0          | 0           | 0          | 6                 | 0                 | 0                 | 0                 | 39       | 0      | 0           | 0          |
| V. Kovačić    | 0          | 0          | 0           | 0          | 0                 | 0                 | 0                 | 0                 | 0        | 0      | 0           | 0          |
| W. Krause     | 15         | 2          | 0           | 0          | 3                 | 1                 | 1                 | 0                 | 18       | 3      | 1           | 0          |
| P. Krobbach   | 22         | 2          | 0           | 0          | 5                 | 0                 | 1                 | 0                 | 27       | 2      | 1           | 0          |
| U. Mackensen  | 0          | 0          | 0           | 0          | 0                 | 0                 | 0                 | 0                 | 0        | 0      | 0           | 0          |
| J. Martin     | 0          | 0          | 0           | 0          | 0                 | 0                 | 0                 | 0                 | 0        | 0      | 0           | 0          |
| C. Memering   | 24         | 2          | 1           | 0          | 3                 | 0                 | 0                 | 0                 | 27       | 2      | 1           | 0          |
| E. Nobs       | 0          | 0          | 0           | 0          | 0                 | 0                 | 0                 | 0                 | 0        | 0      | 0           | 0          |
| P. Nogly      | 32         | 4          | 4           | 0          | 6                 | 0                 | 1                 | 0                 | 38       | 4      | 5           | 0          |
| H. Radbruch   | 0          | 0          | 0           | 0          | 0                 | 0                 | 0                 | 0                 | 0        | 0      | 0           | 0          |
| W. Reimann    | 0          | 0          | 0           | 0          | 1                 | 0                 | 0                 | 0                 | 1        | 0      | 0           | 0          |
| S. Riemann    | 0          | 0          | 0           | 0          | 0                 | 0                 | 0                 | 0                 | 0        | 0      | 0           | 0          |
| H. Ripp       | 10         | 0          | 1           | 0          | 2                 | 0                 | 0                 | 0                 | 12       | 0      | 1           | 0          |
| H. Sperlich   | 15         | 1          | 1           | 0          | 3                 | 0                 | 0                 | 0                 | 18       | 1      | 1           | 0          |
| G. Volkert    | 31         | 8          | 4           | 0          | 5                 | 2                 | 1                 | 0                 | 36       | 10     | 5           | 0          |
| K. Winkler    | 34         | 5          | 3           | 0          | 6                 | 0                 | 2                 | 0                 | 40       | 5      | 5           | 0          |
| D. Wöbcke     | 0          | 0          | 0           | 0          | 0                 | 0                 | 0                 | 0                 | 0        | 0      | 0           | 0          |
| K. Zaczyk     | 32         | 7          | 1           | 0          | 6                 | 1                 | 0                 | 0                 | 38       | 8      | 1           | 0          |